# Dusicyon cultridens
Dusicyon cultridens és una espècie extinta de mamífer carnívor de la família dels cànids que visqué a Sud-amèrica al Pliocè superior. Se n'han trobat restes fòssils a Mar del Plata (Argentina). El seu hàbitat natural eren les praderies de latituds temperades. Probablement era l'avantpassat directe de la guineu de l'Argentina (D. australis). Hauria estat el primer caní a arribar a Sud-amèrica, fa entre 2,5 i 3 milions d'anys.